# Meki Megara
Meki Megara (in arabo المكي مغارة‎?; Tétouan, 2 marzo 1933 – Tétouan, 11 novembre 2009) è stato un pittore e scultore marocchino, uno dei pionieri nel mondo delle arti plastiche in Marocco.

## Biografia
Fin dall'infanzia mostrò un grande interesse per l'arte, in particolare per la pittura, realizzando la sua prima esposizione alla giovane età di 16 anni. Nel 1952 iniziò la sua fase di formazione accademica nell'Accademia di Belle Arti di Tétouan, accademia che fu fondata dal suo professore Mariano Bertuchi. Nel 1955 si trasferì in Spagna con l'obiettivo di proseguire la sua formazione nella Scuola Superiore di Belle Arti Santa Isabel di Hungría di Siviglia. Dopo aver terminato i suoi studi in questa scuola, si trasferì a Madrid per continuare la sua formazione, e lo fece nella Scuola Superiore di Belle Arti San Fernando a Madrid.
Terminò i suoi studi nel 1960 e venne nominato Professore di Pittura e di Prospettiva nell'Accademia di Belle Arti di Tétouan, andando in pensione nel 1992, dedicandosi così solo al campo delle arti plastiche.
Nel 2007 venne nominato membro dell'Accademia Reale di Belle Arti di Cadice.
Le sue opere si trovano in collezioni private ed ufficiali in tutto il territorio del Marocco, nonché in paesi come: Spagna, Francia, Italia, Stati Uniti, Tunisia, Iraq, Siria, ecc..
Talune sue opere figurano anche in Musei come “do Pobo Galego” (Deposito di Opere del Centro Galego di Arte Contemporanea di Santiago di Compostela (Spagna), e nell'ex-Museo di Arte Contemporanea di Tangeri (Marocco).
Partecipò a vari congressi, tra cui: il Primo congresso di Artisti plastici Arabi a Baghdad (Iraq) 1973; e quello di Damasco (Siria) nel 1975.
La Banca del Marocco ha coniato varie monete (anche pezzi da collezione) disegnate da Meki Megara come:
- Moneta D'Argento (Anno Internazionale della donna) Valore: 50 Dirhams, 1975.
- Moneta D'Argento (La Marcia Verde) Valore: 50 Dirhams, 1977.
- Moneta D'Argento (Anno internazionale dell'infanzia) Valore 50 Dirhams, 1979.
- Moneta D'Argento (Organismo Mondiale dell'Agricoltura) Valore: 5 Dirhams, 1975.
- Moneta D'Argento (9 luglio) Valore: 50 Dirhams, 1975.
- Moneta D'Oro (9 luglio) Valore: 250 Dirhams, 1975.
- Moneta D'Oro (9 luglio) Valore: 500 Dirhams, 1975.
- Moneta in metallo (Industria peschereccia) Valore: 5 Centesimi, 1974.
- Moneta in metallo (Industria Agricola) Valore: 10 Centesimi, 1974.
- Moneta in Bronzo e Nichel (Tema Agricoltura) Valore: 5 Centesimi, 1975.

## Esposizioni
Dal 1949 Meki Megara realizzò varie esposizioni individuali e collettive in Marocco e in Spagna, partecipò inoltre ad altre esposizioni collettive Internazionali e nei continenti: europeo, asiatico, africano e in quello americano.

### Esposizioni individuali
| - 1962: Galeria Aux Belles Images. Rabat (Marocco). - 1962 : Sala (Casino Municipal) Tangeri (Marocco). - 1963: Sala (Bertuchi) Tetouan (Marocco). - 1965 : Sala Prado Ateneo Madrid (Spagna). - 1965: Sala (Biblioteca Francese) Tangeri (Marocco). - 1966 : Sala Ateneo di Barcellona, Barcelona (Spagna). - 1966: XII Festival di Spagna (Centro Hijos de Ceuta) Ceuta. - 1967 : Galleria Nebli Madrid (Spagna). - 1970: Salone Rabat Hotel Hilton. Rabat (Marocco). - 1973 : Galleria Griffe e Escoda. Barcellona (Spagna). - 1996: Galleria E. Delacroix. Tangeri (Marocco). - 1997 : Galleria Scuola di Arti Nazionali (Bab-Alhocla). Motivo: omaggio a Mekki MGHARA. Tetouan (Marocco). - 2000: The Lawrence-Arnott Art Gallery. “Acquarelli e Pitture Miste in Piccole Dimensioni”, Tangeri (Marocco). - 2002 : Galleria Bab Rouah, Rabat (Marocco). - 2002/03: "Siège de la Société Générale Marociane de Banques", "Retrospettiva Meki Megara", Casablanca (Marocco). - 2011 : Mostra omaggio: Inaugurazione della galleria "Meki Megara". Tetouan (Marocco). - 2011/2012: La Fondazione ONA onori Meki Megara. Rabat (Marocco). - 2011/2012 :La Fondazione ONA onori Meki Megara. Casablanca (Marocco). - 2013: Galería L'Atelier 21. Casablanca (Marocco). |

### Esposizioni collettive
| - 1949 : Esposizione Studenti di Tetouan (Marocco). - 1957: Esposizione Palazzo Mudéjar, Siviglia (Spagna). - 1958 : Sala Ouidaya di Arte di Marocco, Rabat (Marocco). - 1958: Premio Paesaggio (La Rábida) Huelva (Spagna). - 1960 : 1º Premio Salone di Inverno in Marocco, Marrakech (Marocco). - 1963: III Biennale di Parigi (Francia). - 1964 : Incontro Internazionale di Pittori, Ouidaya, Rabat (Marocco). - 1965: Mille anni di arte marocchina. Galleria Charpentier, Parigi (Francia). - 1965 : Palazzo di Cristallo. Madrid (Spagna). - 1965: IV Biennale di Parigi, Parigi (Francia). - 1965 : Salone di Maggio. Barcellona (Spagna). - 1966: Festival d'Arte Nera Dakar (Senegal). - 1967 : 6 Pittori di Tetouan: Sala Sta. Catalina Ateneo. Madrid (Spagna). - 1967 : Premio speciale nel XI Salone di Maggio Barcellona (Spagna). - 1967 : Esposizione Internazionale. Montreal (Canadá). - 1967: V Biennale di Parigi, Parigi (Francia). - 1967 : Premio d´Onore (Esposizione di Pittori di Tetouan), Tetouan (Marocco). - 1967: Arti di Marocco Attuali. Alger (Algeria). - 1969 : Pittori Figurativi di Spagna attuali, San Diego, California e San Luis, Missouri (USA). - 1974: I Biennale Panaraba, Bagdad (Iraq). - 1974 : Galleria Structure (Belkahia, K. Benani, Ben Cheffaj, Megara). Rabat (Marocco). - 1975: Esposizione Palestina Bab Rouah Rabat (Marocco). - 1976 : II Biennale Árabe Rabat (Marocco). - 1980: Settimana Culturale Marocchina Bonn (R.F.A) (Germania). - 1980 : Fondazione Miro. Barcellona (Spagna). - 1981: 6 Pittori Marocchini (ISPAHN) Madrid (Spagna). - 1982 : Concorso Internazionale di scultura sulla neve, Carnevale di Quebec (Canada). - 1988: V Incontro Ispano Arabo di Arte, Almuñecar (Spagna). - 1988 : La pittura marocchina (Wafabank) Casablanca (Marocco). - 1988/89: 29 Pittori del Marocco. Il Cairo e Alessandria (Egitto). - 1989 : Fondo Monetario Internazionale e 5 Marocchini, Washington. Boston (USA). - 1989: Pittori Marocchini Contemporanei, Centro Culturale Conde Duque, Madrid (Spagna). - 1990 : Pittura Marocchina Contemporanea, Damasco (Siria). - 1990: Pitture Magrebine (Wafabank) Casablanca (Marocco). - 1990 : Pitture Magrebine (Wafabank) Alger (Algeria). - 1990: Pitture Magrebine (Wafabank) Tunesi (Tunisia). - 1990 : Pitture Magrebine (Wafabank) Tripoli (Libia). - 1990: Pitture Magrebine (Wafabank) Nuakchott (Mauritania). - 1990 : Ibn al Arabe, Settimana Culturale Araba, Granada (Spagna). - 1990: Casino di Murcia, Murcia (Spagna). - 1990 : Tre Maestri della Pittura Marocchina, galleria d´arte Flandria, Tangeri (Marocco). - 1991: Galleria d´Arte Flandria –Arte Grafico (Ispano-Marocchino) Tangeri (Marocco). - 1991 : Galleria Jan el Jalili –Arte Grafico (Ispano-Marocchino) Sevilla (Spagna). - 1991: Galleria Bertuchi Omaggio all´Artista Scomparso Al Fajar, Tetouan (Marocco). - 1991 : Galleria Bab Rouah (Per le vittime dell´Iraq), Rabat (Marocco). - 1991: Galleria Bab Rouah (A.S. F.A.R), Rabat (Marocco). - 1992 : Esposizione Universale, Siviglia (Spagna). - 1992: Galleria Bertuchi, Omaggio a Bertuchi, Tetouan (Marocco). | - 1992 : 6 Pittori di Tetouan, Tetouan (Marocco). - 1993: Omaggio al Pittore Abbes Saladi, Casablanca (Marocco). - 1994 : Scuola di Tetouan, Granada (Spagna). - 1994: Tre Maestri della Pittura Marocchina, Marina Smir (Tetouan) (Marocco). - 1996 : Arte del Sud. “Feria Internazionale d´Arte” , Granada (Spagna). - 1996: Esposizione (Museo do Pobo Galego) “Carlos Aréan a Doazón dun Coleccionista”, Santiago de Compostela (Spagna). - 1997 : Galleria Bab-Rouah, Esposizione con motivo di Incontro Arabo e Mediterraneo, Rabat (Marocco). - 1997: Esposizione Plastica di avanguardie nella collezione Carlos Aréan. Casa de Galicia, Madrid (Spagna). - 1998 : Galleria Flandria, Rotary Internacional, Tangeri (Marocco). - 1999: Luci e colori del Marocco a Lima (Sala de Esposizioni Museo Pedro de Osma), Lima (Perú). - 1999 : Esposizione Omaggio a tre grandi: Ben Cheffaj, Mekki Mghara e Martin Prado. Espace Al Wacetey, Casablanca (Marocco). - 1999: Esposizione d´autunno (Artisti Marocchini in Parigi) (Francia). - 2000 : Pittori di Tetouan Museo di Almería (Spagna). - 2000: Nove Discepoli di BERTUCHI Istituto di Belle Arti, Tetouan (Marocco). - 2001: Pittori de Tetouan Galleria Dar-Sanha (Bab-Alhocla) Tetouan (Marocco). |